# Heinrich Eduard Stark
Heinrich Eduard Stark(e) (geb. 25. Juni 1802 in Weimar; gest. 11. Januar 1844) war ein deutscher Kupferstecher und Architekt in Weimar.
Starke war Sohn des Kupferstechers Johann Christian Thomas Stark(e) (1764 (?)–1840) und Bruder des Kupferstechers Franz Heinrich Ernst Albert Starke (1804–1872).

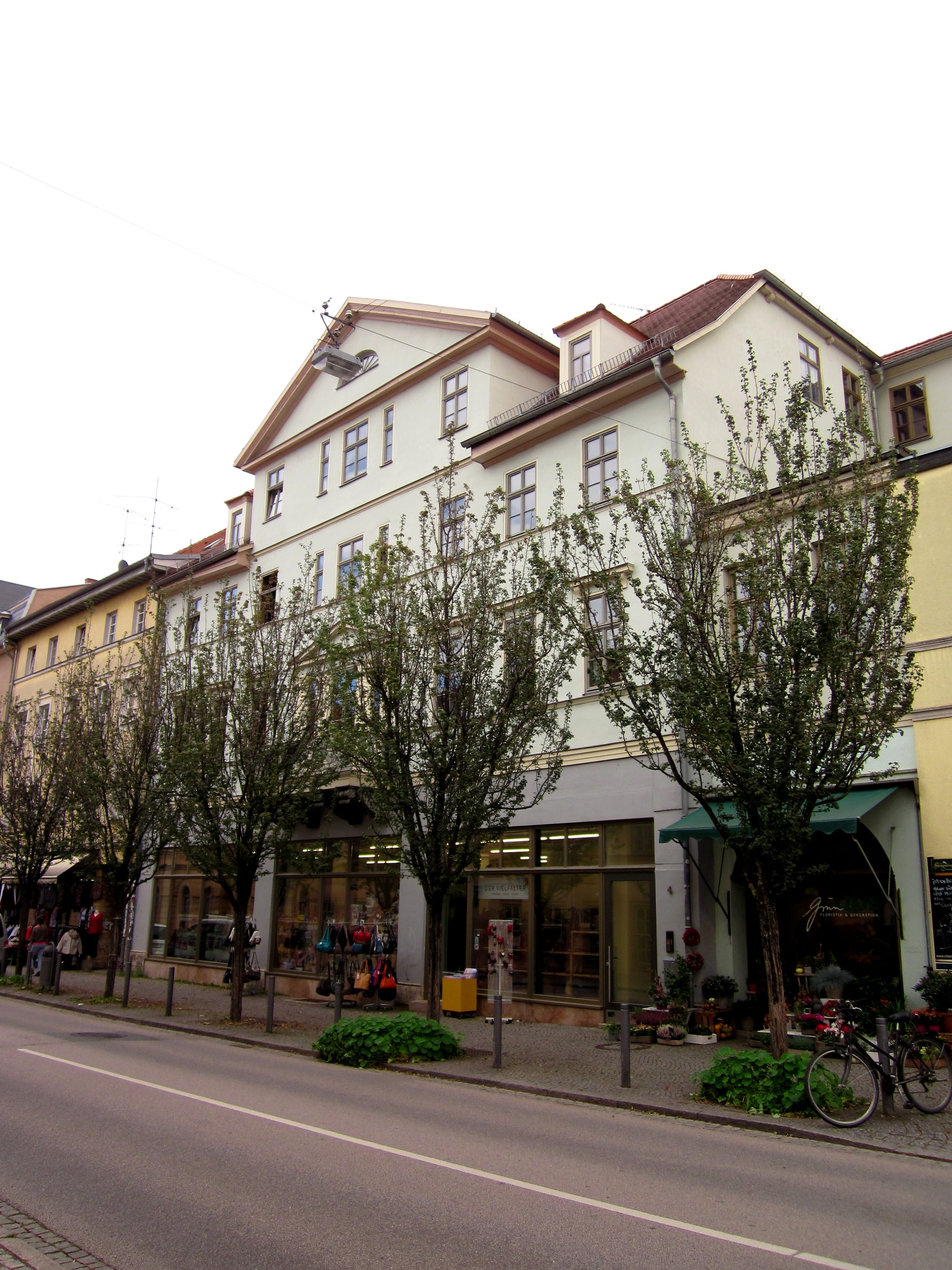
Das von Stark entworfene Walbaum-Haus

Das Walbaum-Haus wurde von ihm entworfen. Als Kupferstecher war Stark für das von Friedrich Justin Bertuch gegründete Landes-Industrie-Comptoir bzw. das Geographische Institut Weimar tätig. Seine Architektentätigkeit war freiberuflich. Stark war auch für Goethe tätig. Goethes geologische Übersichtskarte von Mitteleuropa, die von Christian Keferstein herausgegeben wurde, wurde von ihm hergestellt. In Goethes Tagebuch vom 27. März 1821 gibt es den Vermerk: „Kupferstecher Starke vom Industriecomptoir wegen der geognostischen Karte von Deutschland“. Starke war allerdings nicht allein mit der Herstellung der genannten Karte betraut, sondern auch Johann Christian Ernst Müller hatte daran wesentlichen Anteil. Das Ordnungssystem der geologischen Farben von Goethe und Keferstein für geologische Karten ist im Grunde noch heute gültig! Fünf Jahre nach Wielands Tod schuf Stark eine aquarellierte Federzeichnung Wieland auf dem Paradebett, das den aufgebahrten toten Wieland zeigt. Es ist Teil der trauerkultischen Dichterverklärung.